# Дилленс, Адольф Александр
Адольф Александр Дилленс (нидерл. Adolphe-Alexandre Dillens; 2 января 1821, Гент — 1 января 1877[…], Брюссель) — бельгийский художник. Младший брат художника-жанриста Хендрика Жозефа Дилленса (1812—1872). Друг Шарля де Костера и один из первых иллюстраторов «Легенды об Уленшпигеле».

## Биография

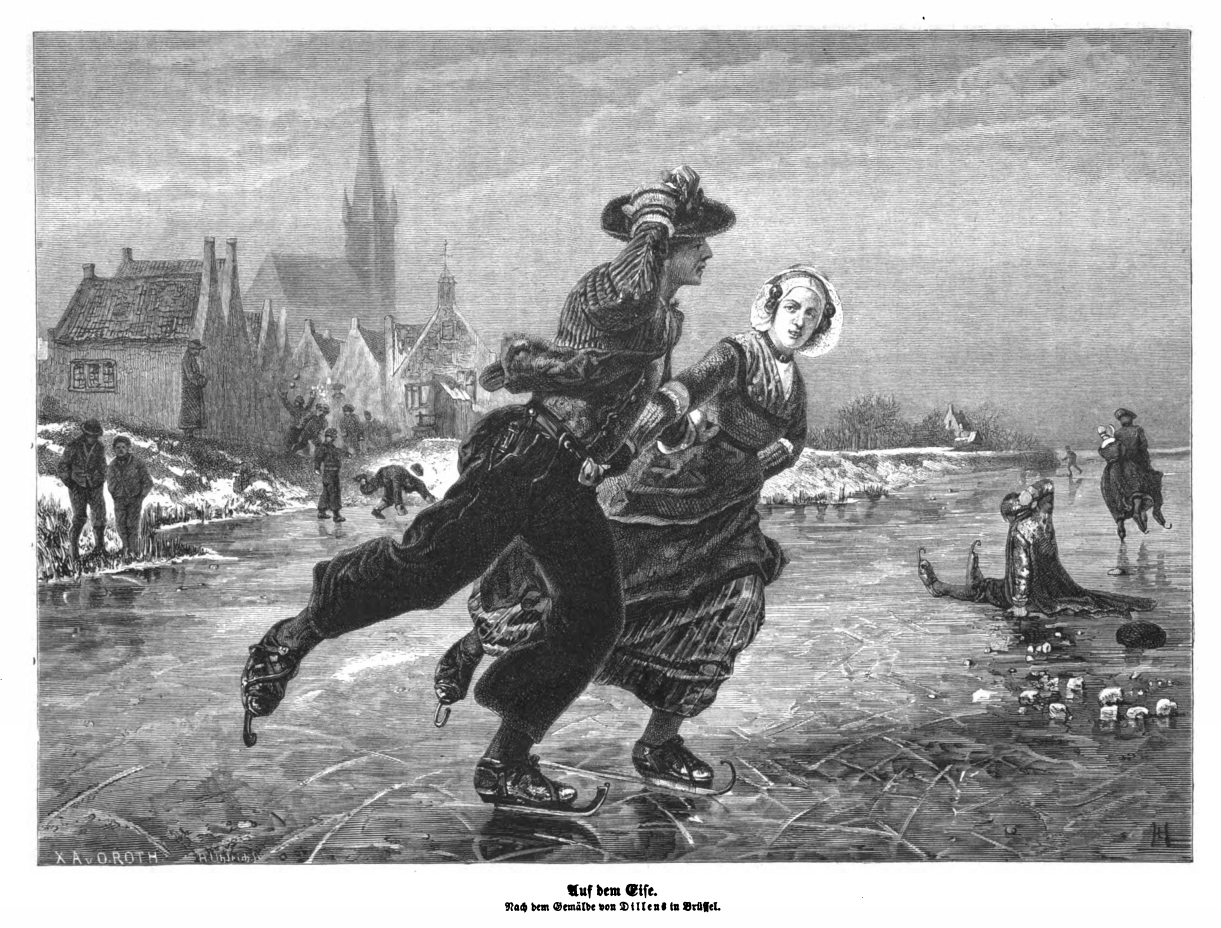
«Конькобежцы». Гравюра с оригинала Дилленса.

Родился в 1821 году в Генте в семье парикмахера в первоначальном смысле слова (мастера по изготовлению париков). Младший брат и ученик художника Анри Жозефа Дилленса. Выставлялся на Брюссельском салоне, по крайней мере, начиная с 1840-х годов. 
Писал исторические и жанровые сцены, причём из первых наиболее известны «Пленение Жанны д’Арк» (в Государственном Эрмитаже), «Воскресенье во Фландрии XVII столетия» (1848), «Бальтазар Перуцци пишет изображение мертвого коннетабля Бурбонского», «Поражение герцога Алансонского»; а из вторых: «На таможне», «Конькобежцы», «Свадьба в Зеландии» и «Разговор через окно».
В 1860 году стал кавалером бельгийского ордена Леопольда I.
Его племянником был скульптор Жюльен Дилленс (1849—1904). 
Скончался Дилленс в Брюсселе в 1877 году.

## Галерея

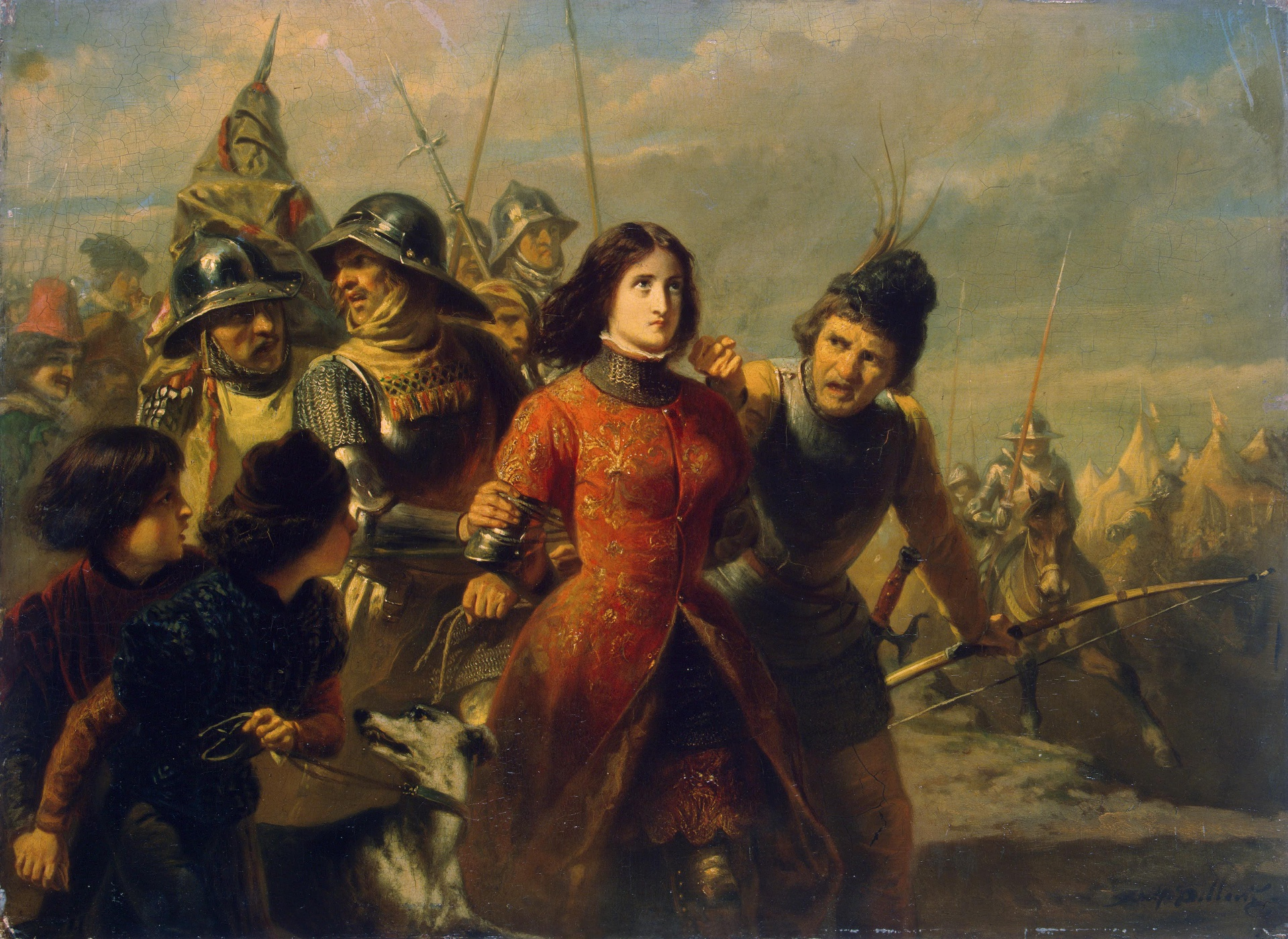
«Пленение Жанны д’Арк», ок. 1850, Государственный Эрмитаж, Санкт-Петербург
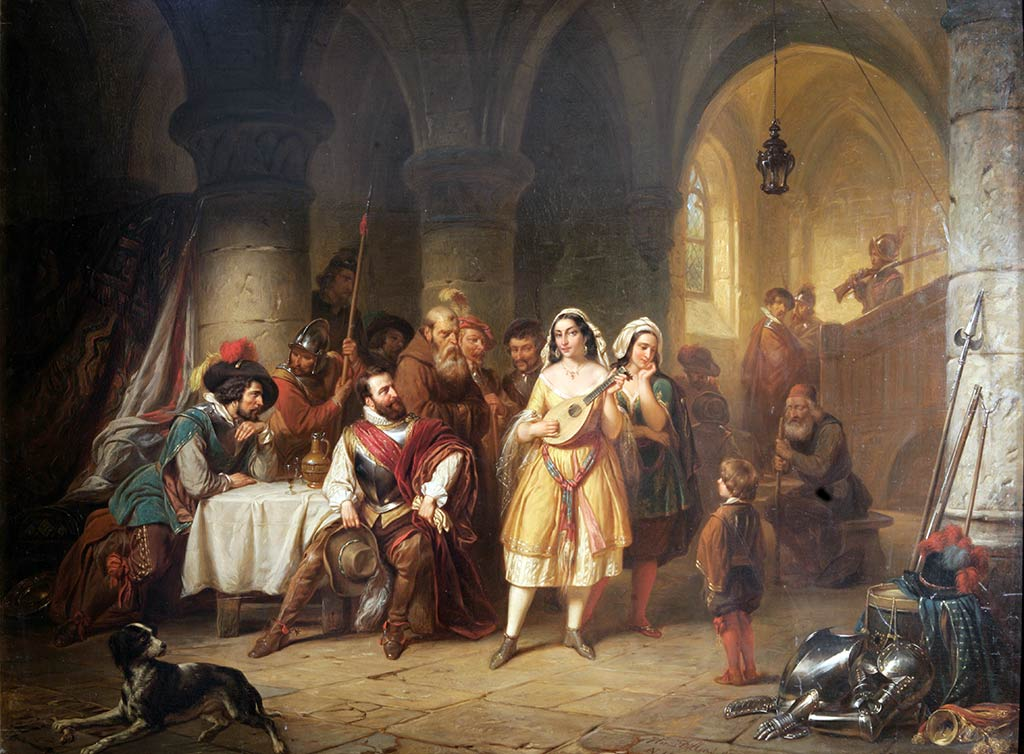
«Испанский король и цыганки», 1852, Калужский музей изобразительных искусств
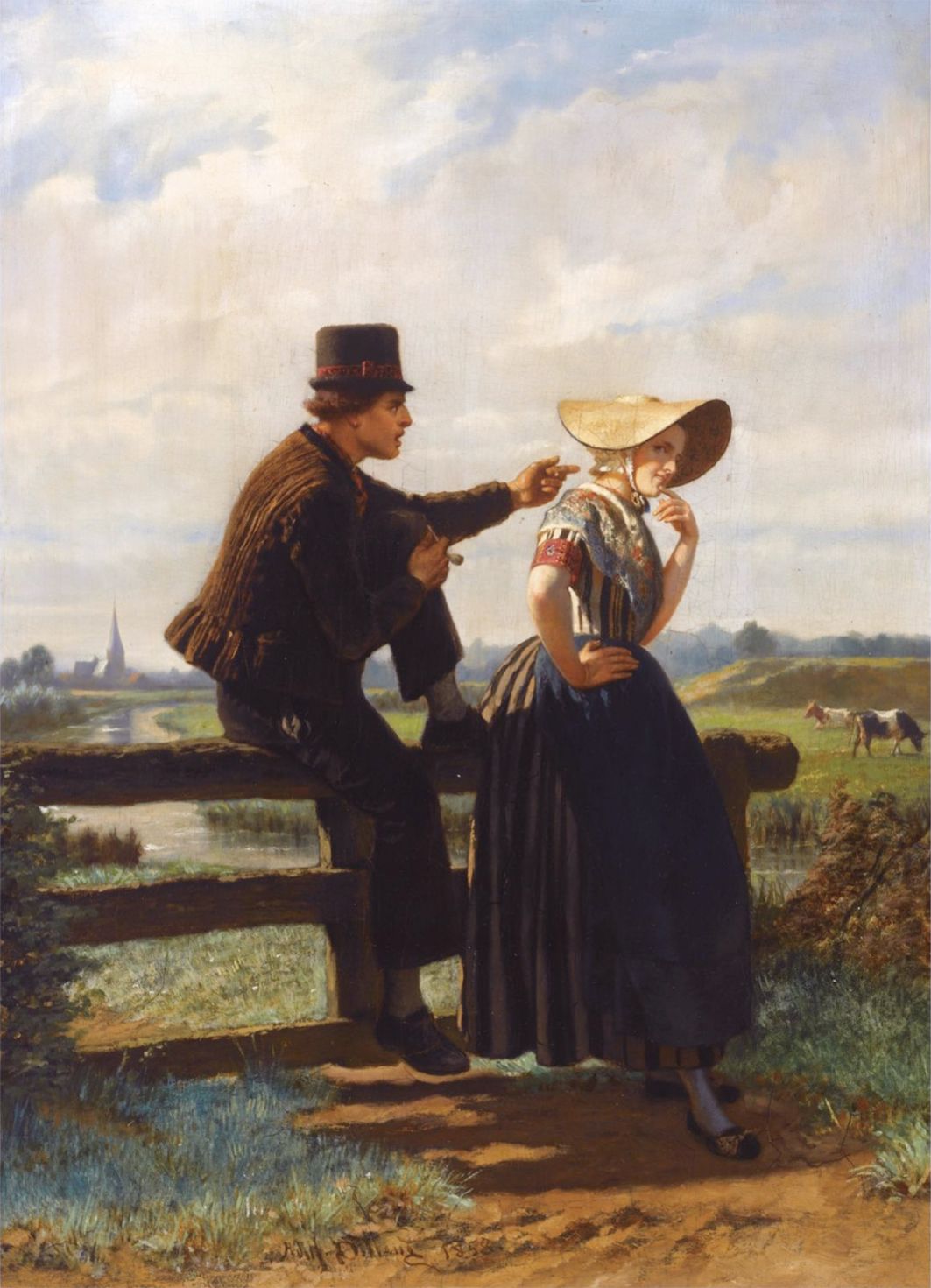
«Флирт», 1858, частное собрание
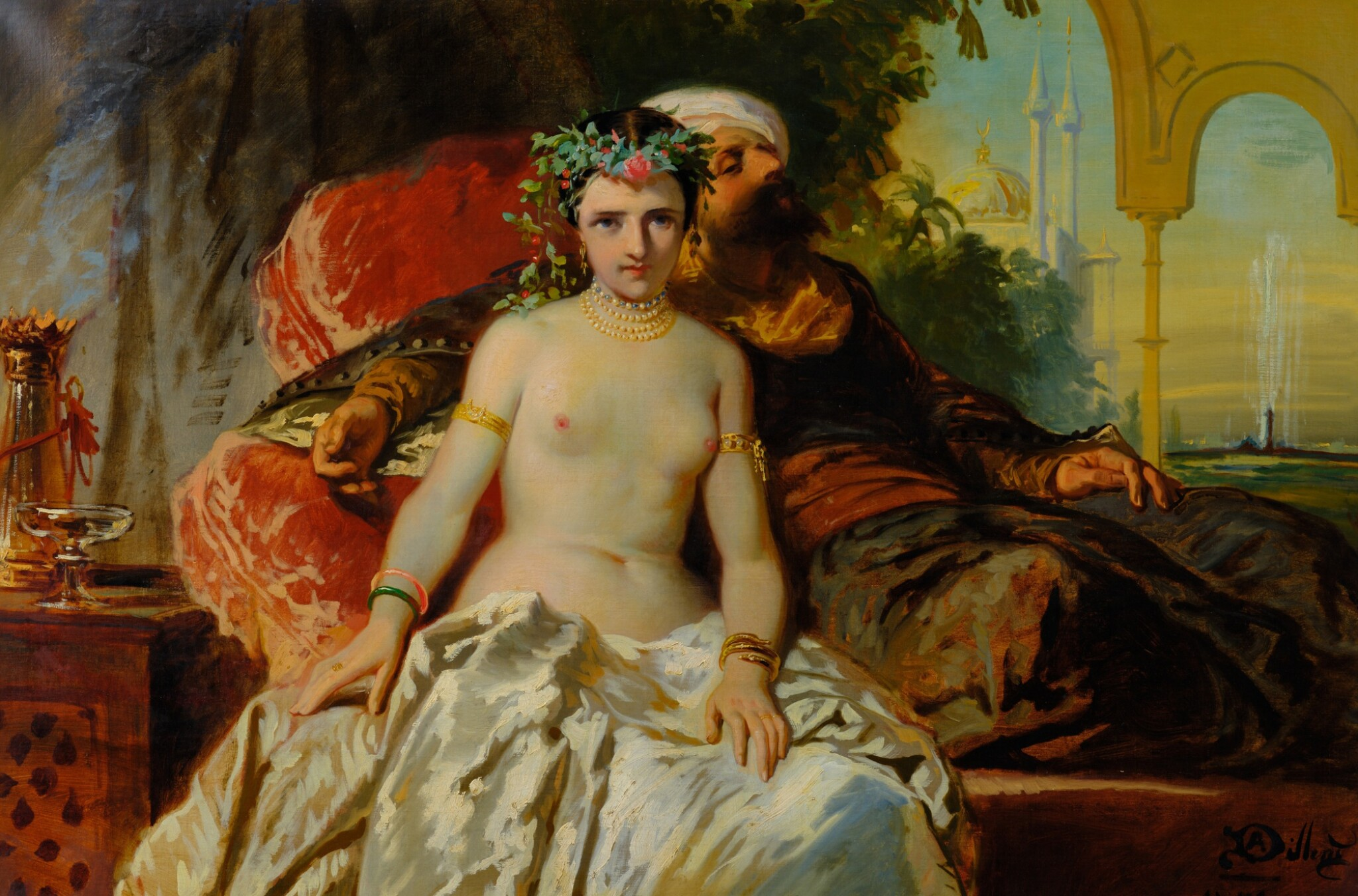
«Фаворитка», частное собрание
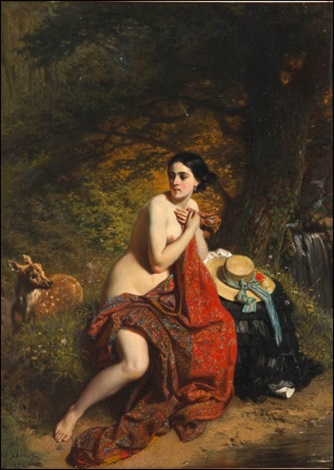
«Купальщица и лань», 1852
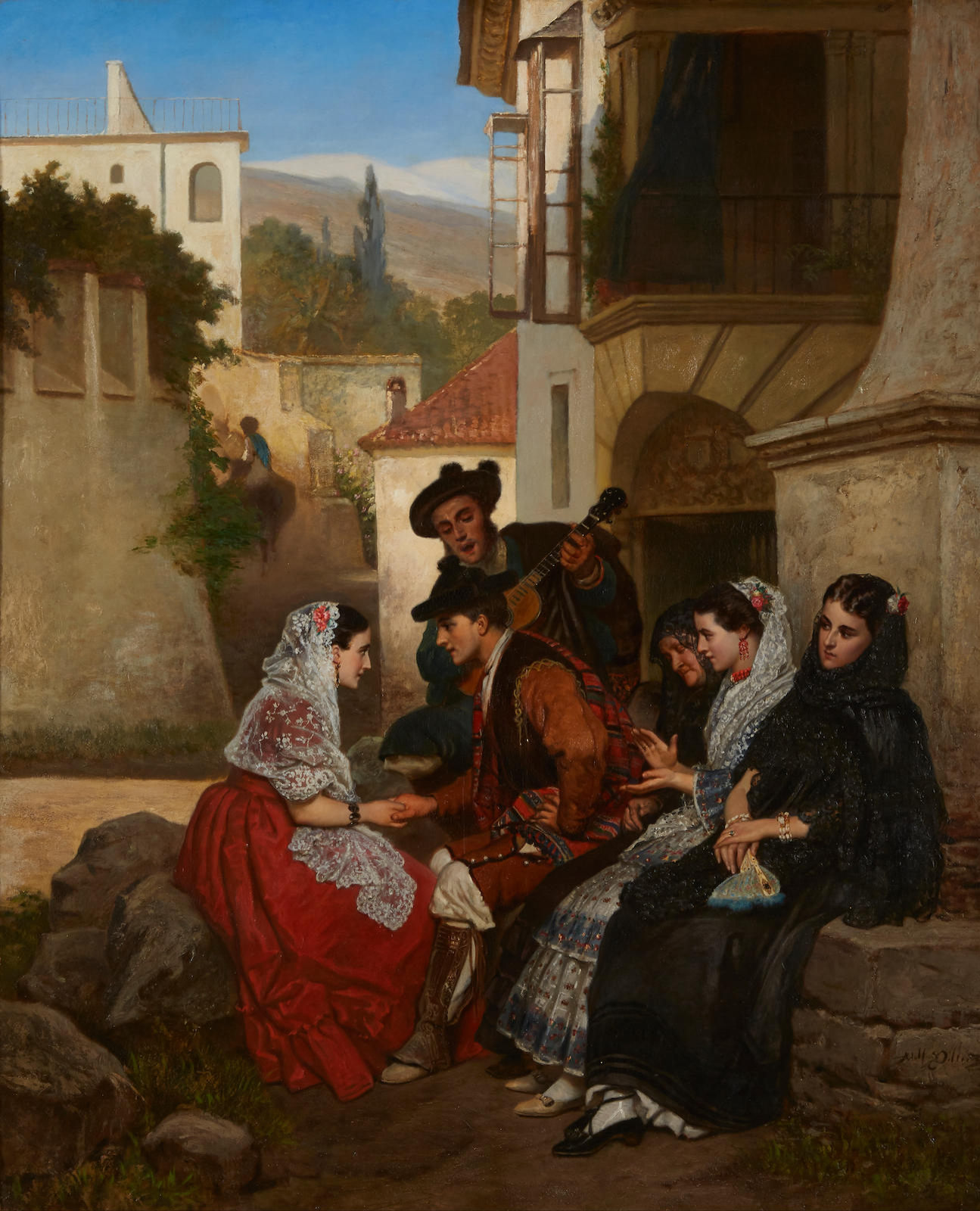
«Предложение», частное собрание
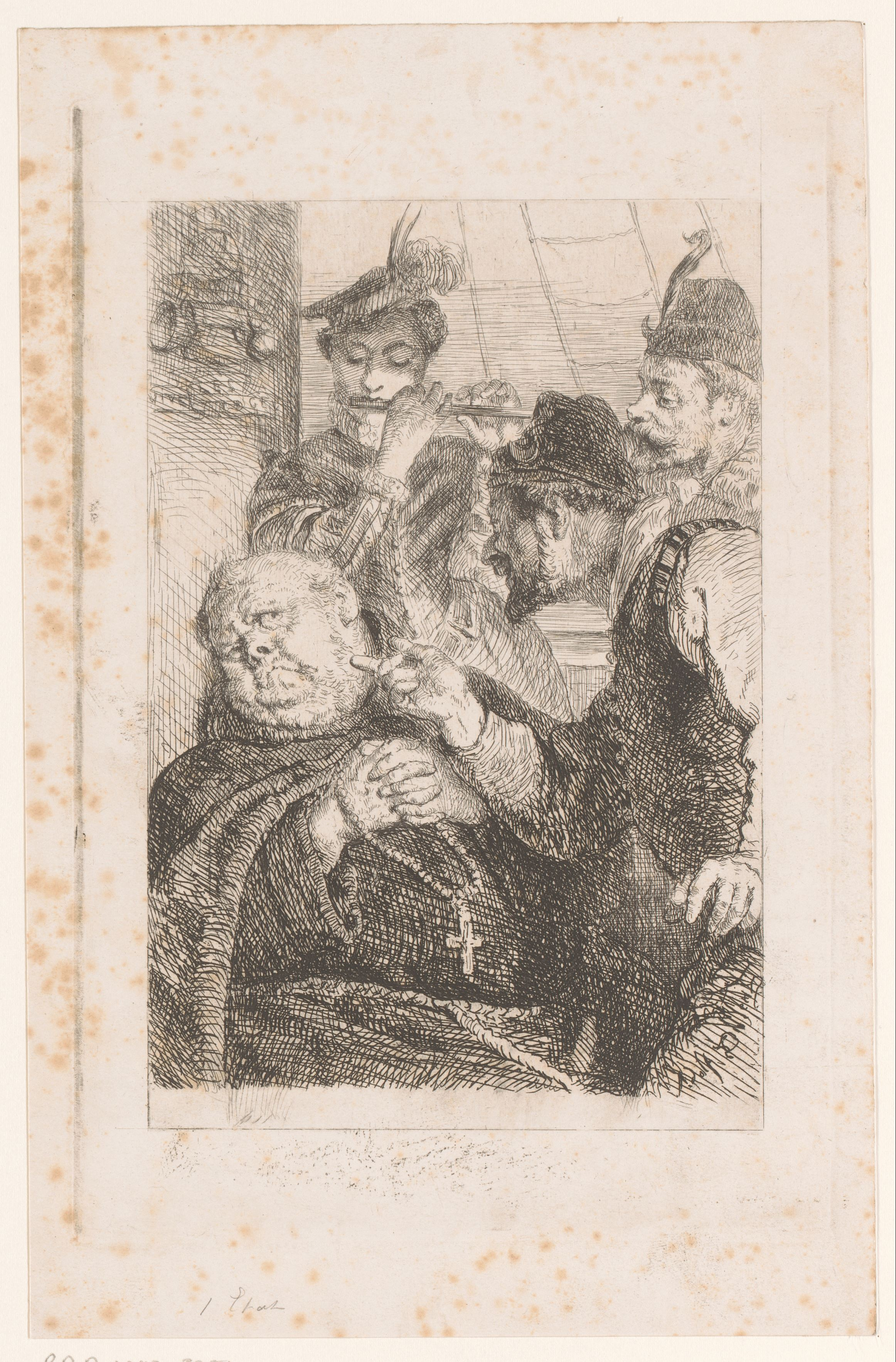
Морские гёзы и монах. Гравюра с оригинала Дилленса.